# 长翼棘豆
长翼棘豆（学名：Oxytropis longialata）为豆科棘豆属下的一个种。